# Xyletobius suboculatus
Xyletobius suboculatus là một loài bọ cánh cứng thuộc họ Ptinidae. Nó được miêu tả đầu tiên by Perkins năm 1910.